# Luxemburg autópályái
Ez a szócikk Luxemburg autópályáit sorolja fel.

## Az autópályák táblázatban
| Autópálya                                    | Érintett települések, nagyobb kereszteződések    | Teljes hossz | Térkép |
| -------------------------------------------- | ------------------------------------------------ | ------------ | ------ |
| Trieri autópálya (Treierer Autobunn)         | Luxembourg ( A3/A6) – Wasserbillig / Németország | 36,203 km    |        |
| Dudelangei autópálya (Diddelenger Autobunn)  | Luxembourg ( A1/A6) – Dudelange / Franciaország  | 13,318 km    |        |
| Eschi autópálya (Escher Autobunn)            | Luxembourg – A6 – Esch-sur-Alzette               | 18 km        |        |
| Arloni autópálya (Areler Autobunn)           | Belgium / Luxembourg ( A4) – A1/A3               | 23 km        |        |
| Északi autópálya (Nordstross)                | Luxembourg ( A1) – Ettelbruck                    | 31,468 km    |        |
| Déli elkerülő autópálya (Collectrice du Sud) | Pétange – A4 – Bettembourg ( A3) / Németország   | 42,310 km    |        |

## Fordítás
Ez a szócikk részben vagy egészben  a   List of motorways in Luxembourg című angol Wikipédia-szócikk fordításán alapul.  Az eredeti cikk szerkesztőit annak laptörténete sorolja fel. Ez a jelzés csupán a megfogalmazás eredetét és a szerzői jogokat jelzi, nem szolgál a cikkben szereplő információk forrásmegjelöléseként.